# Florian Picasso
Florian Picasso, pseudonimo di Florian Ruiz-Picasso (Ho Chi Minh, 21 febbraio 1990), è un disc jockey e produttore discografico vietnamita con cittadinanza francese.

## Biografia
Florian nasce a Ho Chi Minh, Vietnam, ma viene adottato da Marina Picasso, una nipote del noto artista Pablo Picasso. Attualmente risiede a Ginevra, in Svizzera.

## Carriera
All’età di 16 anni Florian inizia ad esibirsi nei migliori club, aprendo anche uno show degli Swedish House Mafia. Nel 2015 inizia a rilasciare vari singoli tramite etichette di spicco come la Dim Mak, la Protocol Recordings e la Mixmash Records. Il 29 giugno 2016 rilascia Final Call tramite Armada Music ed il 2 dicembre seguente il primo singolo tramite Spinnin' Records, Cracked Wall, con Vassy. Sempre nel 2016 collabora con Martin Garrix per il brano Make Up Your Mind. Nel 2016 si piazza, come "New entry", alla posizione 38 della prestigiosa classifica "Top 100 DJ Mag" stilata dalla rivista DJ Magazine. Nel 2017 pubblica l’album X contenente 4 brani. Nel corso della sua carriera collabora poi con altri disc jockey di fama mondiale come Nicky Romero, Laidback Luke, Timmy Trumpet ed Yves V.

### DJ Magazine
- 2016: #38
- 2017: #71
- 2018: #62
- 2019: #98
- 2020: #75
- 2021: #95

## Discografia

### Album
- 2017: X

### Singoli
- 2011: That Drum
- 2011: How To Sing
- 2011: Muki
- 2013: Artifact
- 2013: Artemis
- 2013: Ace
- 2014: Trivia
- 2015: Can Not Stop
- 2015: Keep Your Eyes On Me
- 2015: Origami
- 2015: Outline
- 2015: The Shape (Steve Aoki Edit)
- 2015: Want It Back (Origami)
- 2015: FRFX
- 2016: Saïgon
- 2016: Vangaurd
- 2016: Kirigami
- 2016: Hanoi
- 2016: Final Call
- 2016: Danang
- 2016: Mamo (con Tom Tyger)
- 2016: Sheitan
- 2016: Make Up Your Mind (con Martin Garrix)
- 2016: Cracked Wall (con Vassy)
- 2017: This Is Our Time
- 2017: Blast From The Past
- 2017: Hanoi
- 2017: Genesis (con Blinders)
- 2017: Suwave (con Loopers)
- 2017: We Don't Want No
- 2017: Vindaloo Bounce (con Tom Tyger e RAIDEN)
- 2017: With Me (con Laidback Luke feat. Bright Lights)
- 2017: Guns Down
- 2017: Only For Your Love (con Nicky Romero)
- 2017: Obsession
- 2017: Hanoi To Paris
- 2018: Here With You (con Yves V)
- 2018: Glitch
- 2018: The Answer
- 2019: Midnight Sun (con Nicky Romero)
- 2019: But Us (feat. Echosmith)
- 2020: Restart Your Heart (con GRX)
- 2020: Armageddon (con Timmy Trumpet)

### Remix
- 2013: Tegan & Sara – Closer
- 2014: 	Benny Benassi & Gary Go – Let This Last Forever
- 2014: Christina Perri – Burning Gold
- 2014: Steve Aoki & Flux Pavilion – Get Me Outta Here
- 2014: NERVO & R3hab feat. Ayah Marar – Ready For The Weekend
- 2015: NERVO feat. Nile Rodgers, Kylie Minogue e Jake Shears – The Other Boys
- 2017: Oliver Heldens feat. Ida Corr – Good Life